# 迪瓦拉省

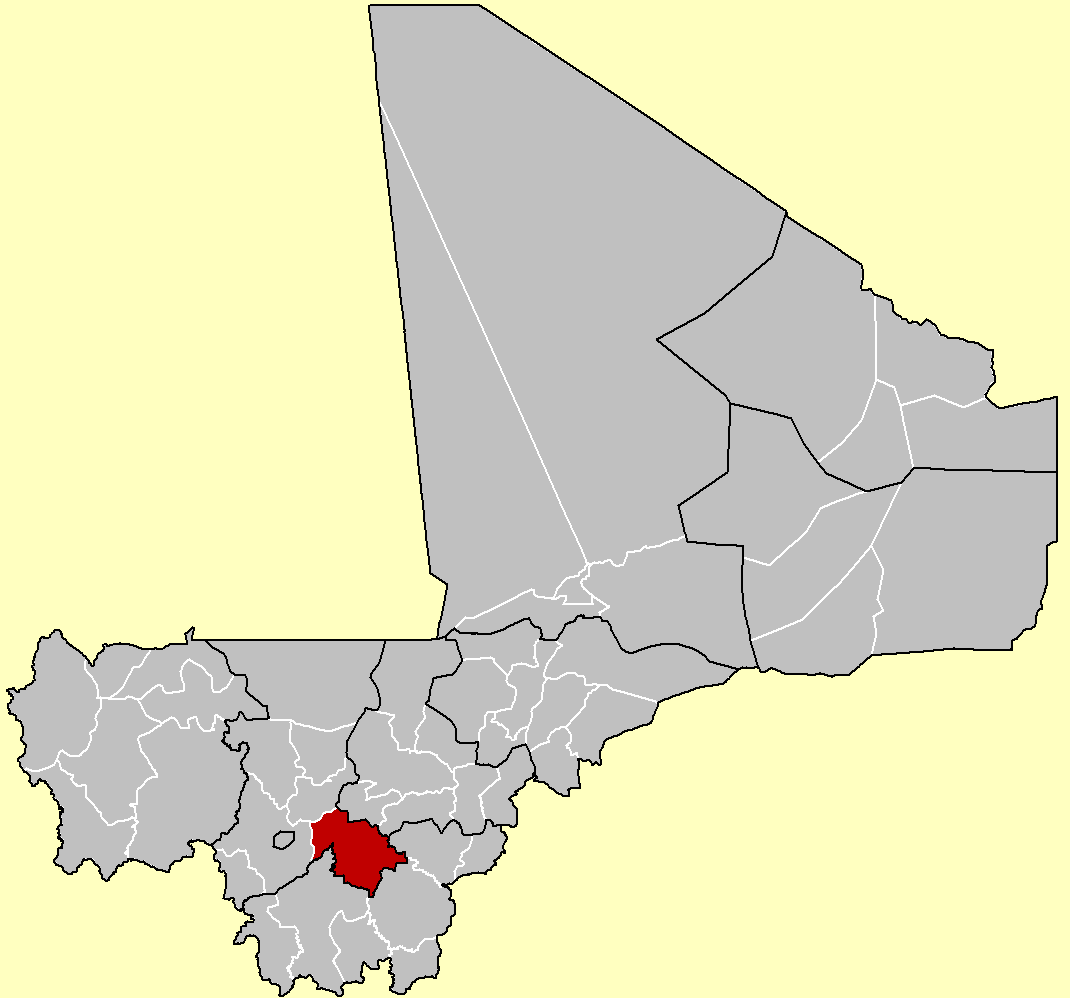

迪瓦拉省（法語：Cercle de Dioïla），是馬里的省份，位於該國西部，由庫利科羅區負責管轄，首府設於迪瓦拉，面積12,794平方公里，2009年人口249,403，人口密度每平方公里19人。